# Stiniva
Koordinati:   43°01′14″N, 16°10′19″E
Stiniva je majhen ozek zaliv na otoku Vis na Hrvaškem.
Stiniva, ki je najbolj privlačen in zanimiv zaliv na otoku, leži južno od lokalne ceste, ki povezuje zaselka Podšpilje in Plisko Polje.
Zaliv, ki je dolg okoli 600 metrov in na vhodu širok okoli 100 metrov, z obeh strani obdajajo nedostopne visoke kamnite stene. Na dnu zaliva je nekaj nenaseljenih ribiških hiš, ki so skupaj z zalivom zavarovane kot naravni rezervat.
Zaliv je zaradi zanimivega podvodnega sveta zanimiv za potapljače.